# Takeda Katsuyori

Takeda Katsuyori (武田勝頼?   1546 - 3 de abril  de 1582) fue un samurái japonés del período Sengoku, líder del clan Takeda e hijo del afamado guerrero Takeda Shingen.

## Biografía
Katsuyori heredó el liderazgo del clan de su madre, el clan Suwa y se estableció en el castillo Takatō. Después de la muerte de su hermano mayor, Takeda Yoshinobu, su padre Takeda Shingen nombró como su sucesor al hijo de Katsuyori, Nobukatsu, que heredaría el clan Takeda a muy corta edad, por lo que Katsuyori se convirtió en el líder de facto. Luchó contra Tokugawa Ieyasu en la Batalla de Takatenjin de 1574. La captura del castillo de Takatenjin, cosa que su propio padre nunca pudo hacer, le valió el apoyo de todo el clan. Sin embargo más tarde fue derrotado en la Batalla de Nagashino de 1575 ante las tropas de Oda Nobunaga y Tokugawa Ieyasu. 
Katsuyori perdió el Castillo Takatenjin en 1581 por lo que clanes como el Kiso y Anayama le retiraron su apoyo. Fue finalmente derrotado por las fuerzas combinadas de Oda Nobunaga y Tokugawa Ieyasu en la Batalla de Temmokuzan de 1582, después de la cual él y su hijo Nobukatsu cometieron seppuku.